# Otto Loeb (Advokat)
Otto Loeb (17. März 1882 in Wien – 30. Jänner 1969 ebenda) war ein österreichischer Rechtsanwalt, Dichter und Soldat.

## Familie
Otto Loeb stammte aus einer wohlhabenden großbürgerlichen jüdischen Familie, die in der Peregringasse 4 lebte. Seine Eltern waren der Bankier Louis Löb (– 1921) und Regina, geb. Taussig (– Feb. 1918). Seine Geschwister waren: Anna Wilhelmine (verh. Epstein; 1877–1943), Alfred (1885–1945 in London), Rudolf (mit vier Jahren verstorben) und Clara (1875–1951), die als letzte Lebensgefährtin des Arztes und Dramatikers Arthur Schnitzler bekannt ist.

## Leben
Otto Loeb trat nach dem Studium der Rechte am 29. August 1913 in die Rechtsanwaltskammer ein. Er wohnte von 1916 bis zum 25. Februar 1943 durchgehend in der Alser Straße 43 in Wien-Alsergrund und hatte dort auch seine Kanzlei.
Schnitzlers Tagebuch erwähnte hohe Auszeichnungen Ottos (Artillerieoberlieutenant) im Ersten Weltkrieg. Im Oktober 1928 verkaufte er die elterliche Wohnung.
Verheiratet war er mit Emilie Theresia (geb. Petter, einer Katholikin; 1886–1946).
Nach dem Anschluss Österreichs 1938 verwahrte er das literarische Werk seiner Schwester Clara und ihre  Bibliothek, da sie das Land verließ. Aufgrund der Verordnung zum Reichsbürgergesetz vom 27. September 1938 wurde er aus der Rechtsanwaltskammer gestrichen.
Bis 1945 durfte er noch beschränkt jüdische Unternehmen vertreten (siehe Lothar Elbogen).
Nach seinem Wiedereintritt in die Anwaltskammer am 26. September 1945 war er bis zum 31. August 1963 Mitglied.

## Veröffentlichungen
- Kritische Bemerkungen zum ersten Rückstellungsgesetz; JBL 1947, 94
- Zum Entwurf des dritten Rückstellungsgesetzes, insbesondere zum Ausmaß der vom geschädigten Eigentümer rückzustellenden Gegenleistung; ÖJZ 1947, 7
- Muss der geschädigte Eigentümer die Zahlung der Reichsfluchtsteuer und Juva als zu seinem Vorteil (§ 877 ABGB) geleistet gelten lassen? Eine Erwiderung.; ÖJZ 1947, 231